# 10606 Crocco
10606 Crocco eller 1996 VD1 är en asteroid i huvudbältet som upptäcktes den 3 november 1996 av de båda italienska astronomerna Francesco Manca och Valter Giuliani vid Sormano-observatoriet. Den är uppkallad efter italienaren Gaetano Crocco.
Asteroiden har en diameter på ungefär 10 kilometer.